# Миролюбівська селищна рада
Миролюбівська се́лищна ра́да (до 2016 року — Жовтнева селищна рада) — колишня адміністративно-територіальна одиниця та орган місцевого самоврядування в Лугинському районі Житомирської області. Адміністративний центр — селище міського типу Миролюбів.

## Загальні відомості
- Територія ради: 0,38 км²
- Населення ради: 625 осіб (станом на 1 лютого 2014 року)

## Населені пункти
Селищній раді були підпорядковані населені пункти:
- смт Миролюбів

## Населення
Відповідно до результатів перепису населення СРСР, кількість населення ради, станом на 12 січня 1989 року, становила 1 067 осіб.
Станом на 5 грудня 2001 року, відповідно до перепису населення України, кількість мешканців селищної ради становила 671 особу.

## Склад ради
Рада складалася з 12 депутатів та голови.
- Голова ради: Трохимець Василь Григорович
- Секретар ради: Макарчук Олена Григорівна

### Керівний склад попередніх скликань
| Прізвище, ім'я, по батькові | Основні відомості                                                | Дата обрання | Дата звільнення |
| --------------------------- | ---------------------------------------------------------------- | ------------ | --------------- |
| Трохимець Василь Григорович | Селищний голова, 1970 року народження, освіта вища               | 26.03.2006   | 31.10.2010      |
| Трохимець Василь Григорович | Селищний голова, 1970 року народження, освіта вища, безпартійний | 31.10.2010   |                 |

Примітка: таблиця складена за даними сайту Верховної Ради України

### Депутати
За результатами місцевих виборів 2010 року депутатами ради стали:

#### За суб'єктами висування
| Суб'єкт висування           | Кількість обраних депутатів | %    |
| --------------------------- | --------------------------- | ---- |
| Самовисування               | 10                          | 83,3 |
| Комуністична партія України | 2                           | 16,7 |

#### За округами
| № округу                    | Прізвище, ім'я, по батькові  | Дата визнання обраним | Освіта             | Партійна приналежність | Відомості про обраного депутата             |
| --------------------------- | ---------------------------- | --------------------- | ------------------ | ---------------------- | ------------------------------------------- |
| Комуністична партія України |                              |                       |                    |                        |                                             |
| 6                           | Григор'єва Тамара Іванівна   | 04.11.2010            | середня спеціальна | позапартійна           | будинок культури, директор                  |
| 12                          | Помінчук Петро Ігорович      | 04.11.2010            | вища               | позапартійний          | Озерянський торфобрикетний завод, майстер   |
| Самовисування               |                              |                       |                    |                        |                                             |
| 1                           | Липська Світлана Олегівна    | 04.11.2010            | вища               | позапартійна           | дитячий садок, завідувачка                  |
| 2                           | Баран Надія Олександрівна    | 04.11.2010            | середня            | позапартійна           | озерянський торфобрикетний завод, бухгалтер |
| 3                           | Рудницький Іван Васильович   | 04.11.2010            | середня спеціальна | позапартійний          | Жовтнева загальноосвітня школа, вчитель     |
| 4                           | Вітринська Тамара Туйчінівна | 04.11.2010            | середня            | позапартійна           | ПП " Сторожук ", продавець                  |
| 5                           | Данилейко Леся Іванівна      | 04.11.2010            | середня спеціальна | позапартійна           | будинок культури, бібліотекар               |
| 7                           | Смик Валентина Вікторівна    | 04.11.2010            | вища               | позапартійна           | Жовтнева ЗОНІ, вчитель                      |
| 8                           | Чумель Раїса Василівна       | 04.11.2010            | вища               | позапартійна           | тимчасово не працює                         |
| 9                           | Макарчук Олена Григорівна    | 04.11.2010            | середня спеціальна | позапартійна           | Жовтнева селищна рада, секретар             |
| 10                          | Мишенков Сергій Валентинович | 04.11.2010            | середня            | позапартійний          | приватний підприємець, директор             |
| 11                          | Міщук Віктор Петрович        | 04.11.2010            | середня спеціальна | позапартійний          | озерянський торфобрикетний завод, слюсар    |

## Історія
Селищну раду було утворено 25 серпня 1980 року, як Жовтневу, в смт Жовтневе Топільнянської сільської ради Лугинського району Житомирської області. 21 липня 2016 року раду було перейменовано на Миролюбівську.
Припинила існування 9 червня 2017 року, після добровільного приєднання до складу Лугинської селищної територіальної громади Житомирської області.